# 리오 퍼디난드
리오 가빈 퍼디난드(영어: Rio Gavin Ferdinand, 1978년 11월 7일~)는 잉글랜드의 텔레비전 스포츠 방송국 BT 스포츠의 패널이자 은퇴한 축구 선수로, 현역 시절 포지션은 센터백이었다. 1997년부터 2011년까지 잉글랜드 축구 국가대표팀에서 81경기를 소화했고 3회 연속으로 월드컵에 참가했다.
그는 퀸즈 파크 레인저스 유스팀에서 공격수로 축구 선수 생활을 시작했으며, 그 후 웨스트 햄 유나이티드에 훈련생 신분으로 들어갔다. 이후 리즈 유나이티드에서 20개월을 뛴 뒤, 맨체스터 유나이티드로 이적하였다.
그의 동생 중의 한명인 안톤 퍼디낸드는 그와 같은 웨스트햄 유스 출신으로 현재는 레딩의 수비수이다. 예전에 잉글랜드의 스트라이커로 뛰었던 레스 퍼디낸드 와는 사촌지간이다. 퀸즈 파크 레인져스와 계약이 종료된후 2015년 5월 30일 현역 은퇴하였다.

## 클럽 경력

### 웨스트 햄 유나이티드
퀸스 파크 레인져스에서 뛰어난 두각을 보인 그는 처음에 스트라이커로 시작했다가 나중에 센터백 포지션으로 옮겨갔다. 퍼디난드는 1992년 그가 Blackheath Bluecoat school의 학생 신분일 때, 웨스트햄 유나이티드와 계약하였고 그곳의 유스 시스템을 거쳐 프로 생활을 시작하였다. 1996년 5월 5일, 퍼디난드는 셰필드 웬즈데이와 1:1로 비긴 홈경기에서 Tony Cotee와 교체되어 출전함으로써 성인 클럽에 데뷔하였다. 97-98시즌에, 퍼디난드는 겨우 20세의 나이로 Hammer of the Year 상을 받았다.

### 리즈 유나이티드
퍼디난드는 프리미어리그의 리즈 유나이티드로 2000년 11월 1800만 파운드로 이적하였고 이것으로 세계에서 가장 비싼 수비수로 기록되게 되었으며 2001년 8월에는 리즈 유나이티드의 주장이 되었다.

### 맨체스터 유나이티드
2002년 7월 22일, 퍼디난드는 또 다른 프리미어리그의 클럽인 맨체스터 유나이티드 FC와의 5년 계약에 사인하였으며 역사상 가장 비싼 영국 출신 축구 선수가 되었으며, 세계에서 가장 비싼 수비수 기록을 갱신했다. (그가 이전에 세운 기록은 2001년 투랑에 의해 깨졌었다) 이적료는 2000만 파운드 수준이었으며 상황에 따라, 리즈가 그들의 팬들에게 밝힌바에 따르면, 3000만 파운드 이상까지 될 수 있다고 한다. 최종적으로 퍼디난드의 맨체스터 유나이티드로의 이적료는 3300만 파운드로 결정이 됐다. 이것은 에이전트의 수입까지 포함한 금액으로 리즈는 2900만 파운드를 갖게 되었다.
퍼디난드는 맨체스터 Utd로 온 첫 해에 프리미어 리그 타이틀을 획득했다. 그는 또한 2006년 칼링컵에서 또 한번의 우승 메달을 얻었으며 2003년 칼링컵 준우승, 2005년 FA컵 준우승을 경험했다.
2005년 12월 14일, 위건과의 경기에서 퍼디난드는 유나이티드에서의 첫 골을 기록했고, 팀은 4-0으로 승리했다. 이것은 그가 올드 트래포드에서 보낸 3번의 시즌 뒤에 첫 골이었다. 그는 계속해서 다음 경기인 웨스트 브롬과의 경기에서도 헤딩골을 기록했다. 또한 그는 리버풀과의 올드 트래포드 홈경기에서 경기 막바지에 골을 넣기도 했으며, 이건 아마도 그가 맨체스터 Utd에서 기록한 골 중에서 가장 중요한 골로 남을 것이다. 다음 시즌인 2006년 10월 22일 리오는 리버풀과의 경기에서 또 한번 2-0의 승리를 거두었다. 퍼디난드와 그의 동생은 05-06 시즌에 누가 얼마나 많은 골을 넣는가로 비공식적으로 내기를 했는데, 리오가 3-2로 이겼다고 한다.
그는 계속해서 인상적이고 꾸준한 활약을 보여주었고, 리오 퍼디난드는 7명의 팀동료들과 함께 06-07 시즌 프리미어리그 올해의 팀에 뽑히게 되었다.퍼디난드는 07-08 시즌도 괜찮은 출발을 보였다. 그는 유나이티드 수비의 일원으로서 2007년 10월 20일에 빌라파크에서 애스턴 빌라에게 골을 허용하기까지 6경기 연속 클린시트를 이끌어냈다. 또한 이 게임에서 그는 이번 시즌 첫 골을 기록하기도 했으며 그것은 게임 중 유나이티드가 기록한 골 중 3번째 골이기도 했다. 3일 뒤에 퍼디난드는 유럽 대회에서의 첫골을 기록하였는데 디나모 키에프와의 경기에서의 선제골이 바로 그것이다. 유나이티드는 4-2로 승리했다.

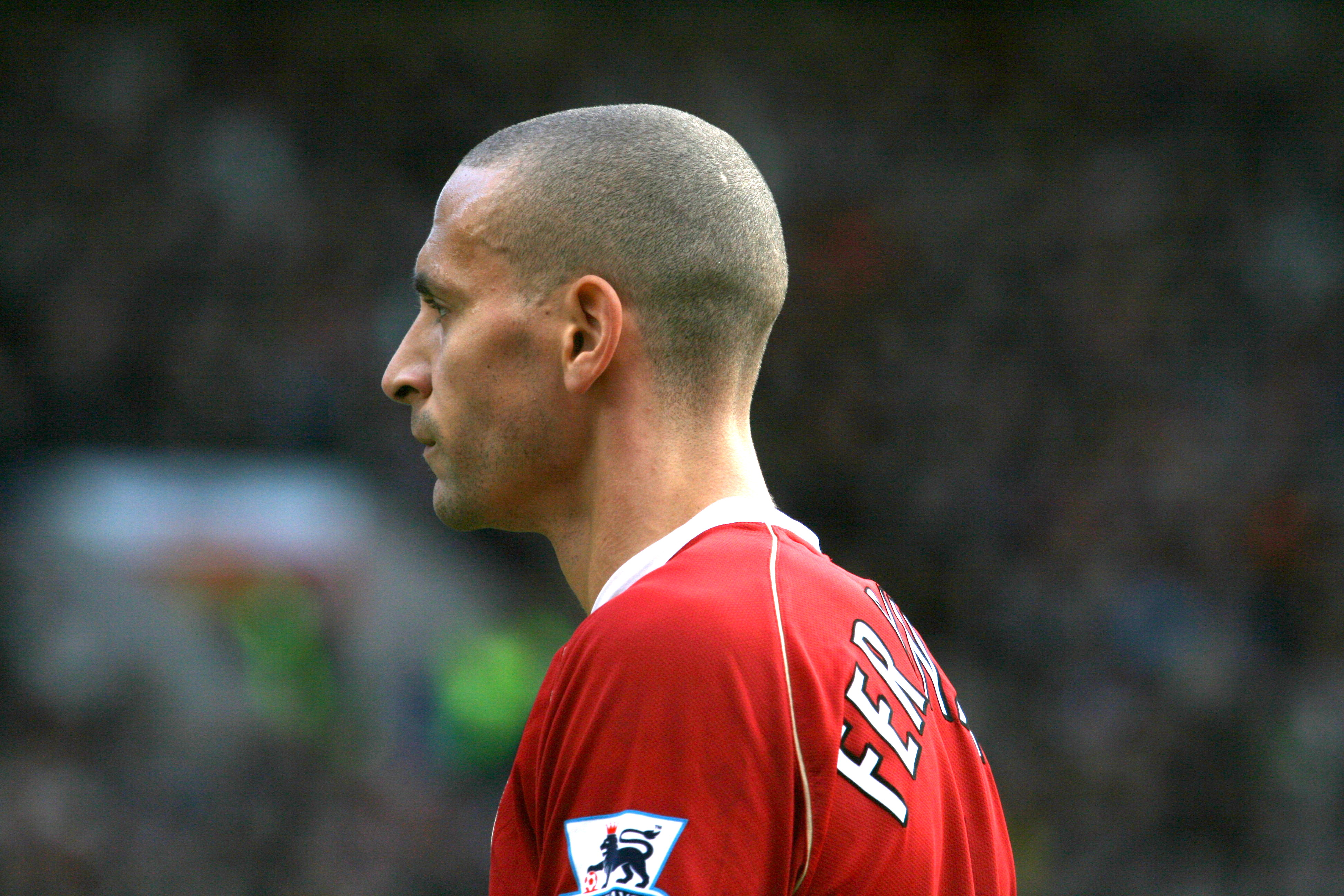
맨체스터 유나이티드에서의 리오 퍼디난드

2008년 1월 12일 퍼디난드는 홈에서 뉴캐슬을 6-0으로 대파한 경기에서 또 한번의 골을 기록했다. 2008년 3월 8일 포츠머스와의 FA컵 준결승 경기에서 맨체스터 Utd가 밀리던 때, 그는 잠시 골키퍼를 맡기도 했다. 에드윈 반 데사르가 부상으로 물러나고, 교체된 토마스 쿠쉬착이 페널티킥을 허용하였을 때였다. 하지만 그는 문타리의 페널티킥을 막아내지는 못했고, 이 경기에서 유나이티드는 FA컵에서 탈락했다.
2008년 4월 6일 미들스보로와의 경기에서 퍼디난드는 부상을 당했다. 그는 2008년 4월 9일 UEFA 챔피언스리그 8강 2차전 경기에서 모습을 드러냈긴 했음에도 그가 부상을 당했을 것이란 추측은 계속되었다. 그는 90분 풀타임을 소화했지만, 하프타임때 치료를 받아야만 했다. FC 바르셀로나와 링크가 나기도 했지만, 2008년 4월 16일 그는 마이클 캐릭, 웨스 브라운과 함께 새로운 5년 계약에 합의하였으며 새로운 주급은 13만 파운드로 결정이 되었다. 이것으로 그는 2013년까지 유나이티드에서 뛰게 되었으며 2008년 5월 15일 정식으로 사인했다.
2008년 5월 21일 퍼디난드는 맨체스터 Utd의 주장으로서 첼시를 상대로 한 챔피언스 리그 결승전을 승리로 이끌었다. 그는 라이언 긱스와 함께 트로피를 들어올리게 되었으며, 긱스는 캡틴 게리 네빌이 부상으로 시즌 대부분을 결장하였을 때, 경기장 위에서 대부분의 경기에서 주장의 임무를 대신했기 때문이다.
2013년 5월13일 스완지와의 13-14시즌 그리고 알렉스 퍼거슨 감독의 마지막 홈경기에서 후반 41분 스코어가 1-1상황에서 반페르시의 코너킥이 퍼디난드에게 연결됐고 환상적인 논스톱 슈팅으로 골망을
갈랐다. 맨유는 이후 안정적인 경기를 펼쳤고 결국 승리를 따냈고 퍼디난드는 퍼거슨의 마지막 홈경기에서 승리를 안겨주는 선물을 주었다. 이날 맨유는 홈구장인 올드트래포드에서 퍼거슨과 함께 프리미어리그 우승컵을 들어올렸다.
13-14 시즌이 끝난 후, 퍼디난드는 맨유와의 재계약을 포기하고, 11년 간 함께한 팀과 결별하여 새로운 도전에 임할 준비를 마쳤다.

### 퀸즈 파크 레인저스
맨유와 결별한 퍼디난드는 14-15 시즌을 앞두고, 퀸즈 파크 레인저스와 1년 계약을 맺고 이적하였지만, 부상과 노쇠화로 인하여 11경기 출전하였다.
그 후, 2015년 5월 30일에 현역 은퇴를 선언하였다.

## 국가대표 경력
19세 하고도 8일째, 퍼디난드는 1997년 11월 15일 카메룬과의 친선 경기에서 교체 출전하면서 첫 번째 국대 출전기록을 세웠다. 당시 잉글랜드 국대에서 가장 어린 수비수가 되었는데 이 기록은 2006년 미카 리차즈에 의해 깨어졌다. 20세때, 그는 1998년 FIFA 월드컵 대표팀에 백업 수비수로 뽑혔지만 음주운전으로 인해 글렌 호들 감독은 최종 스쿼드에서 그를 제외하였다. 퍼디난드는 2002년과 2006년 월드컵 토너먼트에서는 수비수로선 제1의 선택으로 뽑혔다. 퍼디난드는 잉글랜드 대표팀으로 10번의 월드컵 경기를 치렀는데 잉글랜드 대표팀은 그 중 7번의 클린 시트를 기록했으며 그가 피치 위에 있는 동안 겨우 4골만을 허용했다. (그는 2006년 월드컵에서 스웨덴의 헨릭 라르손이 골을 기록하기 전에 교체되었다) 2008년 3월 25일에는 퍼디난드가 2008년 5월 26일에 있을 프랑스와의 친선경기에서 잉글랜드의 주장으로 뽑히기도 했다.
듀란 듀란의 노래인 "Rio"는 축구 응원가이기도 하지만 사실 퍼디난드를 위한 것이기도 하다. 2002년 그의 팬인 Simon le Bon (듀란 듀란의 리드 싱어)는 만약 잉글랜드 대표팀이 승리하면 축구 응원가 중의 하나를 재녹음하기로 약속했다. 그러나 잉글랜드가 져버렸기 때문에 그의 약속이 열매를 맺지는 못했다.
퍼디난드는 잉글랜드 대표팀으로서 3골을 넣었는데 첫 번째 골은 2002년 월드컵 2차 토너먼트에서 덴마크를 상대로 한 경기에서였다. 두 번째 골은 유로 2008 예선 중 웸블리에서 러시아를 상대로한 2007년 9월 12일에 나왔다. 세 번째 골은 2008년 10월 12일 카자흐스탄과의 2010년 월드컵 예선에서이다. 2008년 3월 25일 리오는 파비오 카펠로 감독이 부임한 두 번째 국대 경기에서 주장 완장을 찰 것이라는 소식을 들었다. FA의 발표에 따르면 리오가 주장으로 호명된 것은 월드컵에서 정식 주장을 결정하기까지 돌려가며 주장을 시켜보겠다는 카펠로의 계획에 따른 것이라고 한다. 그 후 잉글랜드 주장은 존 테리로 결정되었고 퍼디난드는 부주장에 선임되었다. 그러나 존 테리의 사생활 문제로 인해 주장직을 박탈당한 후 국가대표팀의 주장은 퍼디난드로 선임되었다.

## 출전 통계
| 클럽                | 시즌    | 리그 | 리그 | FA컵 | FA컵 | 리그컵 | 리그컵 | 대륙 | 대륙 | 기타 | 기타 | 합계 | 합계 |
| 클럽                | 시즌    | 출전 | 득점 | 출전 | 득점 | 출전   | 득점   | 출전 | 득점 | 출전 | 득점 | 출전 | 득점 |
| ------------------- | ------- | ---- | ---- | ---- | ---- | ------ | ------ | ---- | ---- | ---- | ---- | ---- | ---- |
| 본머스              | 1996-97 | 10   | 0    |      |      |        |        |      |      | 1    | 0    | 11   | 0    |
| 웨스트햄 유나이티드 | 1995-96 | 1    | 0    |      |      |        |        |      |      |      |      | 1    | 0    |
| 웨스트햄 유나이티드 | 1996-97 | 15   | 2    | 1    | 0    | 1      | 0      |      |      |      |      | 17   | 2    |
| 웨스트햄 유나이티드 | 1997-98 | 35   | 0    | 6    | 0    | 5      | 0      |      |      |      |      | 46   | 0    |
| 웨스트햄 유나이티드 | 1998-99 | 31   | 0    | 1    | 0    | 1      | 0      |      |      |      |      | 33   | 0    |
| 웨스트햄 유나이티드 | 1999-00 | 33   | 0    | 1    | 0    | 4      | 0      | 3    | 0    | 6    | 0    | 46   | 0    |
| 웨스트햄 유나이티드 | 2000-01 | 12   | 0    |      |      | 2      | 0      |      |      |      |      | 14   | 0    |
| 리즈 유나이티드     | 2000-01 | 23   | 2    |      |      |        |        | 7    | 1    |      |      | 32   | 3    |
| 리즈 유나이티드     | 2001-02 | 31   | 0    | 1    | 0    | 2      | 0      | 7    | 0    |      |      | 41   | 0    |
| 맨체스터 유나이티드 | 2002-03 | 28   | 0    |      |      |        |        | 11   | 0    |      |      | 46   | 0    |
| 맨체스터 유나이티드 | 2003-04 | 20   | 0    |      |      |        |        | 6    | 0    | 1    | 0    | 27   | 0    |
| 맨체스터 유나이티드 | 2004-05 | 31   | 0    | 5    | 0    | 1      | 0      | 5    | 0    |      |      | 42   | 0    |
| 맨체스터 유나이티드 | 2005-06 | 37   | 3    | 2    | 0    | 5      | 0      | 8    | 0    |      |      | 52   | 3    |
| 맨체스터 유나이티드 | 2006-07 | 33   | 1    | 7    | 0    |        |        | 9    | 0    |      |      | 49   | 1    |
| 맨체스터 유나이티드 | 2007-08 | 35   | 2    | 4    | 0    |        |        | 11   | 1    | 1    | 0    | 51   | 3    |
| 맨체스터 유나이티드 | 2008-09 | 24   | 0    | 3    | 0    | 1      | 0      | 11   | 0    | 4    | 0    | 43   | 0    |
| 맨체스터 유나이티드 | 2009-10 | 13   | 0    |      |      | 1      | 0      | 6    | 0    | 1    | 0    | 21   | 0    |
| 맨체스터 유나이티드 | 2010-11 | 19   | 0    | 2    | 0    | 1      | 0      | 7    | 0    |      |      | 29   | 0    |
| 맨체스터 유나이티드 | 2011-12 | 30   | 0    | 1    | 0    |        |        | 6    | 0    | 1    | 0    | 38   | 0    |
| 맨체스터 유나이티드 | 2012-13 | 28   | 1    | 2    | 0    |        |        | 4    | 0    |      |      | 34   | 1    |
| 맨체스터 유나이티드 | 2013-14 | 14   | 0    | 1    | 0    | 1      | 0      | 7    | 0    |      |      | 23   | 0    |
| 퀸즈 파크 레인저스  | 2014-15 | 11   | 0    | 1    | 0    |        |        |      |      |      |      | 12   | 0    |

## 사생활

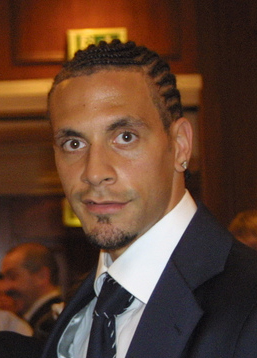
2004년도 당시의 퍼디난드

2006년 맨체스터에서 퍼디난드의 여자친구인 레베카 엘리슨은 그의 로렌츠라는 아들을 낳았다. 2007년 7월, 라스베이거스에서 리오는 엘리슨에게 청혼, 그들은 현재 두 번째 아이를 계획 중이며, 리오는 현재 Altrincham의 Tatton에 살고 있다.
2008년 3월 15일, 리오의 배다른 형제인 제레미야가 맨체스터 유나이티드의 1군과 함께 알렉스 퍼거슨의 지도 아래 훈련을 받기도 했다.
2006년 FIFA 월드컵이 있기 전에 퍼디난드는 팀 동료인 데이비드 제임스, 피터 크라우치, 애슐리 콜, 숀 라이트필립스, 데이비드 베컴, 웨인 루니, 게리 네빌에게 몰래 카메라의 형식으로 장난을 쳤다. (존 테리에게도 장난을 칠 계획이었는데 이건 들통났다.) 퍼디난드는 그들 몰래 웃기는 상황에 몰아넣었는데 그건 퍼디난드가 처음에 그들을 유도하는 것으로 시작해서 마지막에 "당했지!(You got merked!)"하고 알려주는 것으로 끝났다.
2015년 5월 2일 그의 아내였던 레베카 앨리슨이 암으로 세상을 떠났다. 
여담으로,퍼디난드는 초코파이 정을 무척 좋아한다.

## 수상

#### 웨스트햄 유나이티드
- UEFA 인터토토컵 : 1999

#### 맨체스터 유나이티드
- 프리미어리그 : 우승 (2002-03, 2006-07, 2007-08, 2008-09, 2010-11, 2012-13), 준우승 (2005-06, 2011-12)
- FA 컵 : 우승 (2003-04), 준우승 (2004-05, 2006-07)
- 칼링컵 : 우승 (2006, 2009, 2010), 준우승 (2003)
- FA 커뮤니티 실드 : 우승 (2003, 2007, 2008, 2010, 2011, 2013)
- UEFA 챔피언스리그 : 우승 (2007-08), 준우승 (2008-09, 2010-11
- FIFA 클럽 월드컵 : 우승 (2008)

### 개인
- PFA 올해의 팀 : 2001–02, 2004–05, 2006–07, 2007–08, 2008–09, 2012–13
- ESM 올해의 팀: 2007-08
- 프리미어리그 20주년 베스트팀[2] : 2012
- 프리미어리그 이 달의 선수 : 01년 10월
- FIFPro 월드 11 : 2008
- 웨스트햄 유나이티드 올해의 선수 : 1997-98
- 런던 유스 게임 명예의 전당 : 2010
- 잉글랜드 축구 명예의 전당 : 2016
- 프리미어리그 명예의 전당 : 2023
- 대영제국 훈장 4등급 (OBE) : 2022
- 런던 사우스뱅크 대학교 문학박사 명예 학위 : 2022
- BAFTA 시상식 최우수 단편 다큐멘터리 : 2018
- 2002년 FIFA 월드컵 맨 오브 더 매치 : vs. 덴마크 (16강전)